# Nectonema melanocephalum
Nectonema melanocephalum är en djurart som tillhör fylumet tagelmaskar som beskrevs av Nierstrasz 1907. Nectonema melanocephalum ingår i släktet Nectonema, och familjen Nectonemidae. Inga underarter finns listade i Catalogue of Life.